# غارتگران دره سیلیکون
غارتگران درهٔ سیلیکون (به انگلیسی: Pirates of Silicon Valley) فیلمی برگرفته شده از کتاب آتش در دره که در سال ۱۹۹۹ با موضوع ساخت اولین رایانهٔ شخصی توسط پال فربرگر و مایکل سؤان ساخته شده‌است. این فیلم برای نمایش در تلویزیون با نویسندگی و کارگردانی مارتین برک به سندیت ظهور رایانه‌های شخصی در رقابت میان رایانه‌های اپل و مایکروسافت ساخته شده‌است. آنتونی مایکل هال نقش بیل گیتس و نوا وایل نقش استیو جابز را بر عهده داشتند.